# VBikes (臺灣)
VBikes在臺灣的共享自行車租賃系統，由台灣微拜斯科技有限公司經營，於2017年8月5日開始營運測試，截至2018年4月VBikes設置地區為宜蘭縣、高雄市。2018年4月業者宣布退出臺灣市場，6月全數回收。

## 系統
VBikes系統為虛擬站點，在特定區域才能借還車，自行車有內建GPS。使用前免付押金，使用手機App解鎖自行車，每半小時10元。

## 歷史
2017年8月5日，VBikes開始在宜蘭縣營運測試，85輛自行車擺放於宜蘭轉運站、羅東火車站、蘇澳新站等處。2017年9月7日VBikes開始在高雄市哈瑪星試營運。2018年4月，因公部門反應冷淡與Youbike市佔率高壓縮市場空間，業者宣布退出臺灣市場，VBikes預計6月全數回收。後續代理商將部分回收的VBikes置於宜蘭頭城濱海森林公園供民眾免費借用。

## 外部連結
- VBikes - 共享單車 （页面存档备份，存于）
- V Bikes Taiwan的Facebook專頁